# Pileo di Prata
Pileo di Prata (ur. 1330 — zm. 1400) — włoski kardynał okresu wielkiej schizmy zachodniej.

## Życiorys
Pochodził z rodziny hrabiów Prato. Wybrawszy karierę duchowną, został archiprezbiterem kapituły w Padwie. Był biskupem Treviso (1358-59) i Padwy (1359-70) oraz arcybiskupem Rawenny (1370-87). Służył jako legat papieski w Bolonii (1371) i we Flandrii (1375). We wrześniu 1378 Papież Urban VI mianował go kardynałem. W latach 1378–85 był legatem Urbana VI w krajach Europy Północnej, gdzie popierał racje Urbana VI przeciwko roszczeniom "awiniońskiego" antypapieża Klemensa VII. Po powrocie do Rzymu został mianowany kardynałem biskupem Tusculum, wkrótce jednak, zrażony postępowaniem Urbana VI, przeszedł do opozycji wobec niego. W 1386 roku wspólnie z czterema innymi kardynałami podpisał list do rzymskiego duchowieństwa, w którym protestował przeciwko brutalności Urbana VI. Papież wydał nakaz jego aresztowania ale udało mu się uciec. W październiku 1387 Urban VI pozbawił go godności kardynalskiej i wyższych stanowisk kościelnych, jednak wówczas przystąpił do obediencji "awiniońskiej". Klemens VII mianował go administratorem Viviers (1387-90) oraz kardynałem prezbiterem S. Prisca (w czerwcu 1387) i wysłał go na czele armii do północnych Włoch. Po wyborze Bonifacego IX na papieża w 1389 powrócił do "rzymskiej" obediencji. Bonifacy IX 13 lutego 1391 ponownie mianował go kardynałem biskupem Tusculum. Został wówczas przezwany Tricapella, od trzech kapeluszy kardynalskich jakie otrzymał (od Urbana VI w 1378, Klemensa VII w 1387 i Bonifacego IX w 1391). Zreorganizował uniwersytet w Perugii. 1393-97 był legatem w Umbrii, a w 1398 wikariuszem papieskim w Rzymie.